# Těchanov
Těchanov (německy Zechan, dříve Zeschau) je malá vesnice, část obce Jiříkov v okrese Bruntál. Nachází se asi 2 km na západ od Jiříkova. Těchanov měl ve znaku ptáka. 
Těchanov je také název katastrálního území o rozloze 15,67 km2.

## Název
Jméno vesnice bylo odvozeno od osobního jména Těchan a znamenalo "Těchanův majetek". Ves byla pojmenována po olomouckém kanovníkovi Těchanovi (polatinštěně Techontiovi) doloženém v letech 1268-1308. Německé jméno vsi vzniklo z českého.

## Vývoj počtu obyvatel
Počet obyvatel Těchanova podle sčítání nebo jiných úředních záznamů:
| Rok            | 1869 | 1880 | 1890 | 1900 | 1910 | 1921 | 1930 | 1950 | 1961 | 1970 | 1980 | 1991 | 2001 |
| -------------- | ---- | ---- | ---- | ---- | ---- | ---- | ---- | ---- | ---- | ---- | ---- | ---- | ---- |
| Počet obyvatel | 305  | 295  | 293  | 256  | 238  | 236  | 212  | 90   | 110  | 85   | 84   | 61   | 49   |

1. ↑  z toho: 1 Čechoslovák, 211 Němců; všichni římští katolíci

V Těchanově je evidováno 38 adres : 33 čísel popisných (trvalé objekty) a 5 čísel evidenčních (dočasné či rekreační objekty). Při sčítání lidu roku 2001 zde bylo napočteno 31 domů, z toho 14 trvale obydlených.